# Karol de Bourbon
Karol de Bourbon znany jako kardynał de Vendôme, zaś po śmierci wuja jako kardynał de Bourbon (ur. 30 marca 1562 w Gandelu, zm. 30 lipca 1594 w Paryżu) – francuski kardynał.

## Życiorys
Urodził się 30 marca 1562 roku w Gandelu, jako syn Ludwika I de Bourbon-Condé i Éléonore de Roye. Edukację odebrał w Rzymie. 1 sierpnia 1582 roku został wybrany arcybiskupem koadiutorem Rouen. 12 grudnia 1583 roku został kreowany kardynałem diakonem, lecz nigdy nie otrzymał diakonii, ani nie przyjął święceń prezbiteratu i sakry biskupiej. W latach 1586–1590 był administratorem apostolskim Bayeux. Silnie angażował się w próby nawrócenia Henryka IV, co odniosło zamierzony skutek. Zmarł 30 lipca 1594 roku w Paryżu.